# Баран Далла
Бара́н Да́лла, или тонкоро́гий бара́н (лат. Ovis dalli) — вид из семейства полорогих (Bovidae), иногда рассматриваемый как подвид толсторога. Видовое название дано в честь американского натуралиста Уильяма Хили Далла (1845—1927). Ареал его обитания простирается от юга Аляски до Британской Колумбии.

## Описание
Рога изогнутые, желтовато-коричневого цвета. У самцов они заметно больше, чем у самок. Длина рогов достигает в среднем 1,1 метра, а концы расходятся на расстояние до 82 см. Масса примерно составляет 14 кг. Весят самцы от 55 до 140 кг. Соответственный показатель у самок равен 35—90 кг. Длина тела у самцов равна 1,6—1,8 метра. Самки меньше в длину — 1,3—1,6 метра.

## Экология
Обитает главным образом на горных лугах выше границы леса (от 600 до 2 500 м над уровнем моря) в группах от 6 до 25 особей. Изредка стадо может состоять из 50 или более экземпляров. Главными естественными врагами тонкорогого барана являются волки, медведи, рыси, росомахи, койоты и орлы. Пища состоит из трав, малых кустарников, веток ив, лишайников и мхов.

## Размножение и продолжительность жизни
Половой зрелости тонкорогие бараны достигают в возрасте 2—3 лет. Гон проходит осенью — в начале зимы. Беременность продолжается 6 месяцев. В основном рождается 1 детёныш, но бывает и двойня, и тройня. Самка производит на свет потомство 1 раз в год. Самое большое число ягнят рождается в мае. В дикой природе баран Далла живёт 13—15 лет. Отдельные особи доживают до 19 лет. Максимальная продолжительность жизни составляет 24 года.

## Подвиды
Различают два подвида тонкорогого барана:
- Ovis dalli dalli, шерсть которого целиком белая. Встречается в большей части Аляски и в Территории Юкон, а также на крайнем северо-западе Британской Колумбии. Его популяции ничто не угрожает.
- Ovis dalli stonei, серого цвета с белыми пятнами у хвоста. Населяет юг Территории Юкон и север Британской Колумбии. Исчез в некоторых областях своего изначального ареала, но в целом не стоит под угрозой исчезновения.

Иногда отдельным подвидом считается и Ovis dalli kenaiensis с полуострова Кенай на Аляске. Однако, как правило, его относят к Ovis dalli dalli.